# علاج بالتناوب الحراري
العلاج بالتناوب الحراري (بالإنجليزية: Contrast bath therapy)‏ هو شكل من أشكال العلاج يتم فيه غمر أحد الأطراف أو الجسم بالكامل في ماء ساخن (غير مغلي)، يليه مباشرة غمر الطرف أو الجسم في ماء بارد يحتوي على ثلج"، ويُكرَّر هذا الإجراء عدة مرات بالتناوب بين الماء الساخن والبارد.
حتى الآن، الدليل الوحيد على فاعلية هذا العلاج هو تقارير شخصية (دليل قصصي)، ولم يتم تأكيد أي آلية فسيولوجية واضحة تفسر فوائده بشكل علمي.

## النظرية
النظرية وراء العلاج بالتناوب الحراري:
تقوم هذه النظرية على أن الماء الساخن يُحدث توسعًا في الأوعية الدموية في الطرف أو الجسم، يليه تضيق في الأوعية الدموية نتيجة التعرض للماء البارد.
وبما أن الجهاز اللمفاوي – بخلاف الجهاز الدوري – لا يحتوي على مضخة مركزية (مثل القلب)، يُعتقد أن التناوب بين الحرارة والبرودة يُحفّز الأوعية اللمفاوية على التمدد والانقباض، مما يُساعد على ضخ السوائل الراكدة من منطقة الإصابة.
ويُعتقد أيضًا أن هذه الآلية تُساهم بشكل إيجابي في تنظيم عملية الالتهاب، والتي تُعتبر الآلية الأساسية للجسم في شفاء الأنسجة المتضررة.

## العلاج
يُستخدم التناوب الحراري للمساعدة في تقليل التورم حول مناطق الإصابة، أو لتسريع التعافي بعد التمارين الرياضية، وقد وُجد أنها تُحسن من تعافي العضلات بشكل ملحوظ بعد التمارين من خلال تقليل تركيز حمض اللاكتيك في الدم.
ومع ذلك، يُعد التناوب الحراري مضادة للاستطباب (ممنوعة) في حالات الإصابات التي تُظهر
- تورمًا ملموسًا

- حرارة موضعية
- واحمرارًا ظاهرًا (كما في حالات الشد أو الالتواء).

وذلك لأن هذه العلامات تشير إلى مرحلة الالتهاب الحاد، والتي.تبدأ من لحظة حدوث الإصابة، وتستمر لمدة تقارب 72 ساعة.

## الفعالية في التعافي الرياضي
تشير البيانات العلمية الحالية إلى أن العلاج بالتناوب الحراي يتفوق على الراحة السلبية أو الاسترخاء في تحسين الاستشفاء بعد التمارين الرياضية، وأن أثره يكون أكثر أهمية لدى الرياضيين المحترفين أو النخبة.
ومع ذلك، لا يبدو أن هناك فرقًا كبيرًا في نتائج الاستشفاء بين العلاج بالتناوب الحراري ووسائل استشفاء أخرى شائعة مثل:
- الغمر في الماء البارد
- الاستشفاء النشط[1]

في مراجعة علمية حول العلاج بالغمر المائي بشكل عام، اقترح الباحثون إيان ويلكوك، وجون كرونين، وواين هينغ أن معظم فوائد العلاج المتعاقب لا تعود لتغير درجات الحرارة، وإنما للضغط الهيدروستاتيكي للماء.